# Палагиада (станция)
Палагиа́да — узловая железнодорожная станция Минераловодского региона Северо-Кавказской железной дороги, находящаяся в городе Михайловске Ставропольского края на линии Передовая — Светлоград. От станции отходит ветка на Ставрополь.

## История
Открыта 10 мая 1890 года.

## Сообщение по станции
По состоянию на август 2015 года по станции курсируют следующие поезда пригородного сообщения:
| Пригородное | Пригородное             | Пригородное | Пригородное             |
| № поезда    | Маршрут движения        | № поезда    | Маршрут движения        |
| ----------- | ----------------------- | ----------- | ----------------------- |
| 6939/6949   | Ставрополь — Кавказская | 6940/6942   | Кавказская — Ставрополь |
| 6941        | Ставрополь — Палагиада  | 6938        | Палагиада — Ставрополь  |

### Дальнее
По состоянию на 2024 год по станции курсируют следующие поезда дальнего следования:
| № поезда                         | Маршрут движения                 | № поезда                         | Маршрут движения                 |
| Круглогодичное обращение поездов | Круглогодичное обращение поездов | Круглогодичное обращение поездов | Круглогодичное обращение поездов |
| -------------------------------- | -------------------------------- | -------------------------------- | -------------------------------- |
| 687/145                          | Ставрополь/Назрань — Москва      | 146/688                          | Москва — Назрань/Ставрополь      |
| 651                              | Ставрополь - Адлер               | 652                              | Адлер - Ставрополь               |